# 横山典弘
横山 典弘（よこやま のりひろ、1968年2月23日 - ）は、日本中央競馬会（JRA）の騎手。美浦トレーニングセンター所属で現在はフリー。

## 来歴
父は元JRA騎手の横山富雄、兄も元JRA騎手の横山賀一（ただしJRAの騎手免許は典弘のほうが先に取得している）。長男の横山和生、三男の横山武史はともにJRA騎手。さらに叔父に元JRA調教師の奥平真治がおり、身内に競馬関係者が多数存在するなかで育つ。そのほか、義弟（妹の夫）に元JRA騎手・JRA調教師の菊沢隆徳が、甥にJRA騎手の菊沢一樹がいる。
なお、競馬新聞ではデビュー以降一貫して『横山典』と表記されている。
1986年3月1日、中山競馬第2競走でデビュー（リキアイシンプウに騎乗し12頭立ての3着）。初勝利は同年4月29日の東京競馬第12競走のキオイゴッド。デビュー年は8勝と奮わなかったが、翌年は31勝（障害競走1勝も含む）を挙げる。3年目の1988年にはウインターステークスでソダカザンに騎乗し重賞初制覇。
1990年にはキョウエイタップでエリザベス女王杯を制し初めてのGIタイトルを獲得。1991年にはメジロライアンとのコンビで宝塚記念を制する。その後も着実に勝ち星を積み重ね、1995年には自身初の年間130勝を達成。初めての関東リーディングジョッキーとなる。この年のマイルチャンピオンシップではトロットサンダーに騎乗し3つ目のGIタイトルを獲得。また、12月のワールドスーパージョッキーズシリーズで4戦中3勝という離れ業を見せ初出場にして優勝を成し遂げる。
1996年は同年に引退した小島太に代わりサクラローレルの主戦騎手となり、同馬で天皇賞（春）、有馬記念を勝利。他にもトロットサンダーで安田記念を制したほか、砂の女王と呼ばれたホクトベガの鞍上を務め川崎記念（2勝）、フェブラリーステークス（当時はGII）、帝王賞などの地方交流ダート重賞を制した。
1997年はドバイワールドカップでホクトベガに騎乗したが、落馬して競走中止。同馬は予後不良となってしまう。しかし同年の秋、タイキシャトルとのコンビでスワンステークスとマイルチャンピオンシップを制した。これは主戦騎手の岡部幸雄が、同じ厩舎のシンコウキングとのコンビでスワンSとマイルCSに出走するための代打騎乗であった。

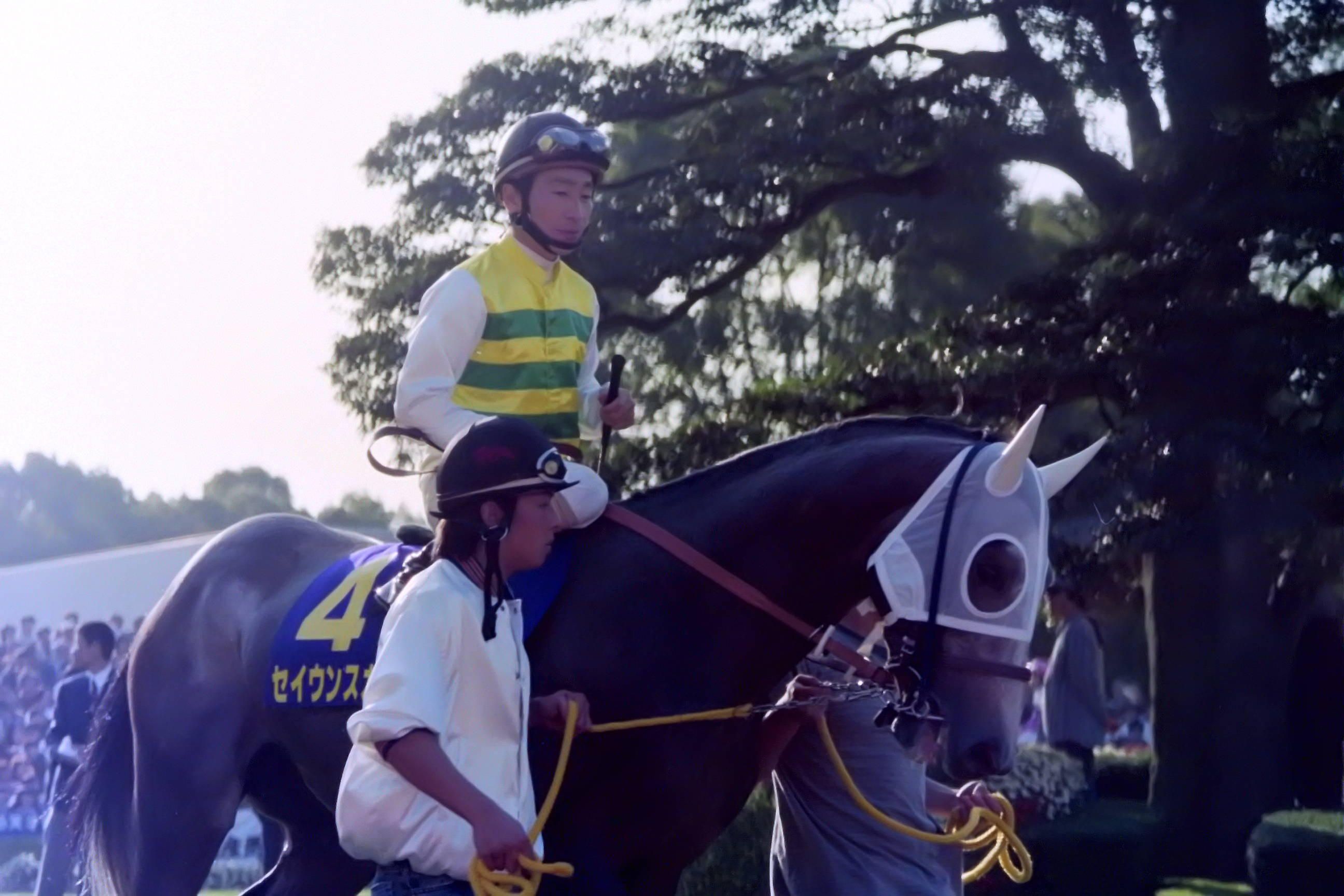
98年、クラシックをセイウンスカイで初制覇

1998年にはセイウンスカイとのコンビで皐月賞、菊花賞を逃げ切ったほか、秋に騎乗停止処分を受けた武豊の代わりにエアグルーヴに騎乗した（エリザベス女王杯はメジロドーベル（吉田豊）の3着、ジャパンカップはエルコンドルパサー（蛯名正義）の2着）。
以後はブラックホークとのコンビでスプリンターズステークスと安田記念に勝利し、シンボリインディでNHKマイルカップを、メジロベイリーで朝日杯3歳ステークス（2000年）を制した。2004年には天皇賞（春）においてイングランディーレに騎乗し、単勝10番人気の低評価ながら大逃げを打ち、2着に7馬身差をつけ勝利する。
2005年11月5日には東京競馬第4競走でシークレットコードに騎乗して1着となり、史上6人目、現役2人目となる通算1600勝を11371戦目で達成。また同競走を含む第2競走から第7競走までを6連勝し、JRAの連続施行競走連続勝利の新記録を達成した。なお、この日の騎乗馬はすべて3着以内で馬券に絡んでいる。
2007年、10月26日に発表されたJRA競馬学校騎手課程27期生の合格者の中に和生が含まれていることが明らかになった。11月17日には東京スポーツ杯2歳ステークスをフサイチアソートに騎乗して制し、この勝利と同時に4年連続、自身8度目となるJRA年間100勝を達成した。
2008年は、6月15日の第25回エプソムカップ（サンライズマックス）で、この年の重賞6勝目を記録。これがJRA重賞競走通算100勝目となるメモリアル勝利ともなった。
2009年2月7日の小倉大賞典をサンライズマックスで制覇。これにより新潟競馬場を残し、JRA全10競馬場重賞制覇に王手を掛けた。
同年3月1日の中山記念をカンパニーで連覇を果たすと翌週の3月7日にはアーバニティでオーシャンステークスを制覇。さらにその翌日もロジユニヴァースで弥生賞を制覇。その翌週の中山牝馬ステークスではトップハンデを背負った桜花賞馬キストゥヘヴンに騎乗、このレースで引退、繁殖入りが決まっていた同馬を勝利に導き有終の美を飾らせる。横山典弘は自身初の4連続の重賞勝利となった。

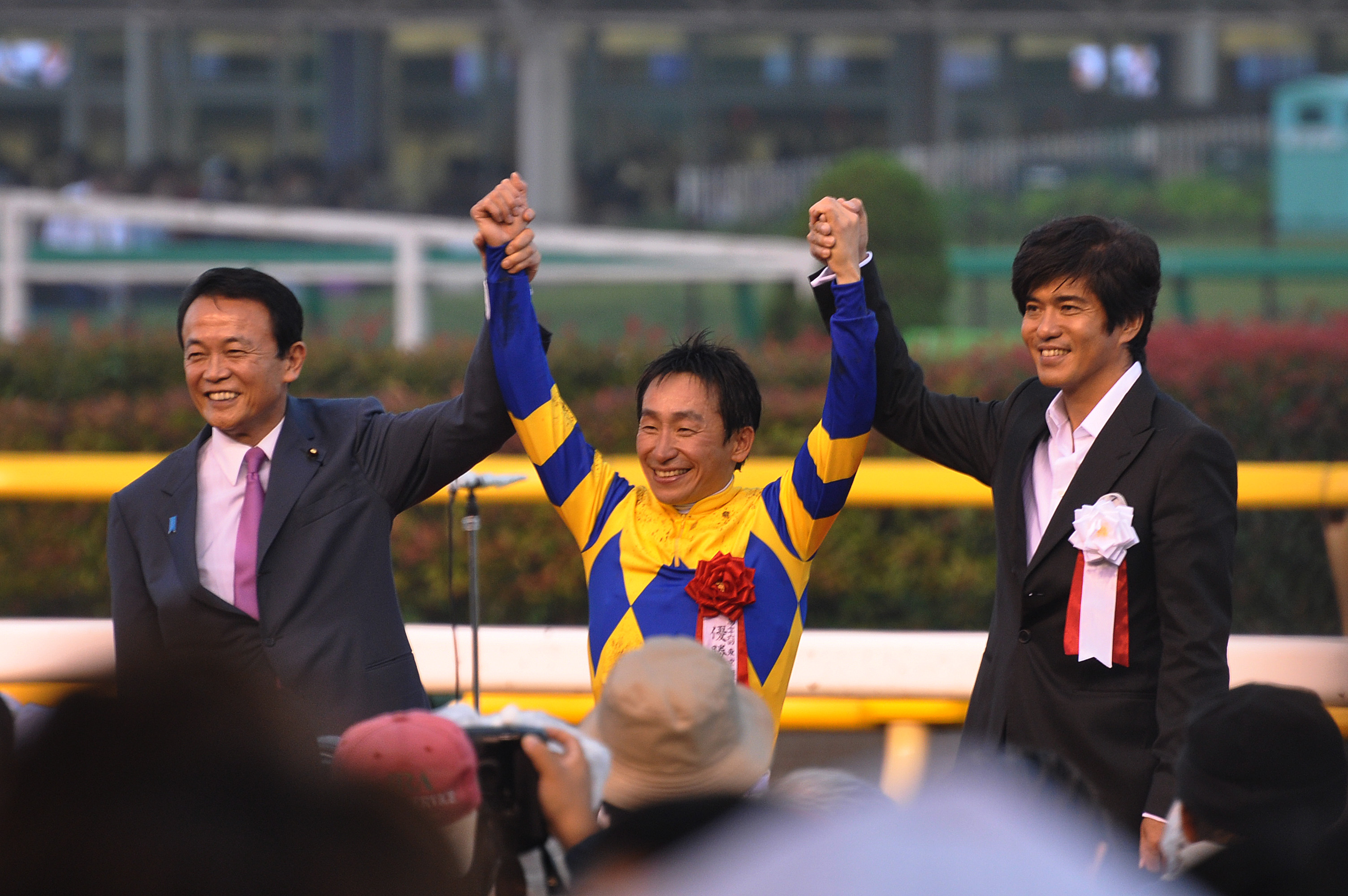
第76回東京優駿の表彰式にて。左から、内閣総理大臣（当時）麻生太郎、勝利騎手の横山典弘、JRAイメージキャラクターの俳優・佐藤浩市

同年5月31日の日本ダービーをロジユニヴァースで勝利、デビュー24年目、15回目のダービー挑戦にして悲願のダービー制覇を達成し、ついにダービージョッキーの称号を手にした。なお、美浦所属の騎手によるダービー勝利は1997年の大西直宏以来12年ぶりのことである。また、2006年12月の大西の引退以来、美浦所属のダービージョッキーが不在という、美浦所属騎手の暗黒時代が続いていたが、横山がそれにひとまずのピリオドを打つことともなった。
同年7月18日、札幌競馬場第12競走の3歳以上500万下でスギノブレイドに騎乗し、勝利。史上5人目となる2000勝を達成した。
同年の11月1日の天皇賞（秋）ではカンパニーとともにGI制覇を果たし、横山は秋の天皇賞20年連続20回目の挑戦にして初の勝利を果たした。8歳馬による平地競走のGI競走制覇はJRAでは史上初となり、2008年の中山記念からコンビを組んでいた横山自身も「人間の想像を超えた馬。」とカンパニーを称えた。その後、カンパニーの引退レースとなったマイルチャンピオンシップでも1番人気に応え勝利した。
12月にはワールドスーパージョッキーズシリーズで、1995年以来自身2度目の優勝を果たす。有馬記念では二冠牝馬ブエナビスタの騎乗を任され、初騎乗で今までと違う騎乗を求められていた横山は今まで見せたことのない先行策に出るが惜しくも2着となった。
2009年の横山は2年連続となる重賞二桁勝利、日本ダービーを含めた3つのGI制覇、2000勝達成、ワールドスーパージョッキーズシリーズ優勝などの顕著な活躍が認められ、2009年度の東京競馬記者クラブ賞特別賞を受賞した。
2010年には、4週連続重賞勝ち（京成杯・エイシンフラッシュ、アメリカジョッキークラブカップ・ネヴァブション、東京新聞杯・レッドスパーダ、シルクロードステークス・アルティマトゥーレ）を記録した。その後も早いペースで重賞勝利を積み重ねていき、5月16日のG1レースヴィクトリアマイルで2010年の重賞10勝目を挙げ、2008年から3年連続となる重賞二桁勝利を果たした。なお、過去最速は1998年10月11日にセイウンスカイで勝利した京都大賞典での10勝目だったため、約5か月速い上半期での重賞二桁勝利となった。さらに翌週のG1優駿牝馬でも1着同着ながら勝利したが、この勝利は優駿牝馬史上初となる父子騎手制覇（父の横山富雄は1978年の第39回優駿牝馬をファイブホープで制覇）でもあった。同年9月26日の中山競馬場第3競走で落馬負傷し頚髄損傷、頭蓋骨骨折の重傷を負い、当初は騎手生命の危機にさらされていたが、1か月後の10月27日には美浦トレーニングセンターに姿を現し、当日対面した武豊が自身のホームページで「ジャパンカップあたりでは馬に乗っていそう」と述べるほどの回復を見せ、11月13日に復帰を果たした。こうしたアクシデントなどによる長期間のブランクに見舞われながらも、この年は120勝を挙げ、自身初の中央競馬全国リーディングジョッキーに輝いたものの、JRA賞最多勝利騎手の受賞は内田博幸に譲る結果となった。これは、地方競馬との指定交流競走を含めた場合、内田が125勝、横山が121勝となったためである。JRA賞はJRA賞最高勝率騎手を受賞した。JRAのみの算出では勝利数・勝率・最多賞金獲得3部門で1位となっており、2013年のルール改定が適用されていればJRA賞騎手大賞の対象となった。
2013年の夏競馬は、例年騎乗していた北海道シリーズではなく福島、新潟で騎乗。夏の福島開催ではリーディングに輝いた。

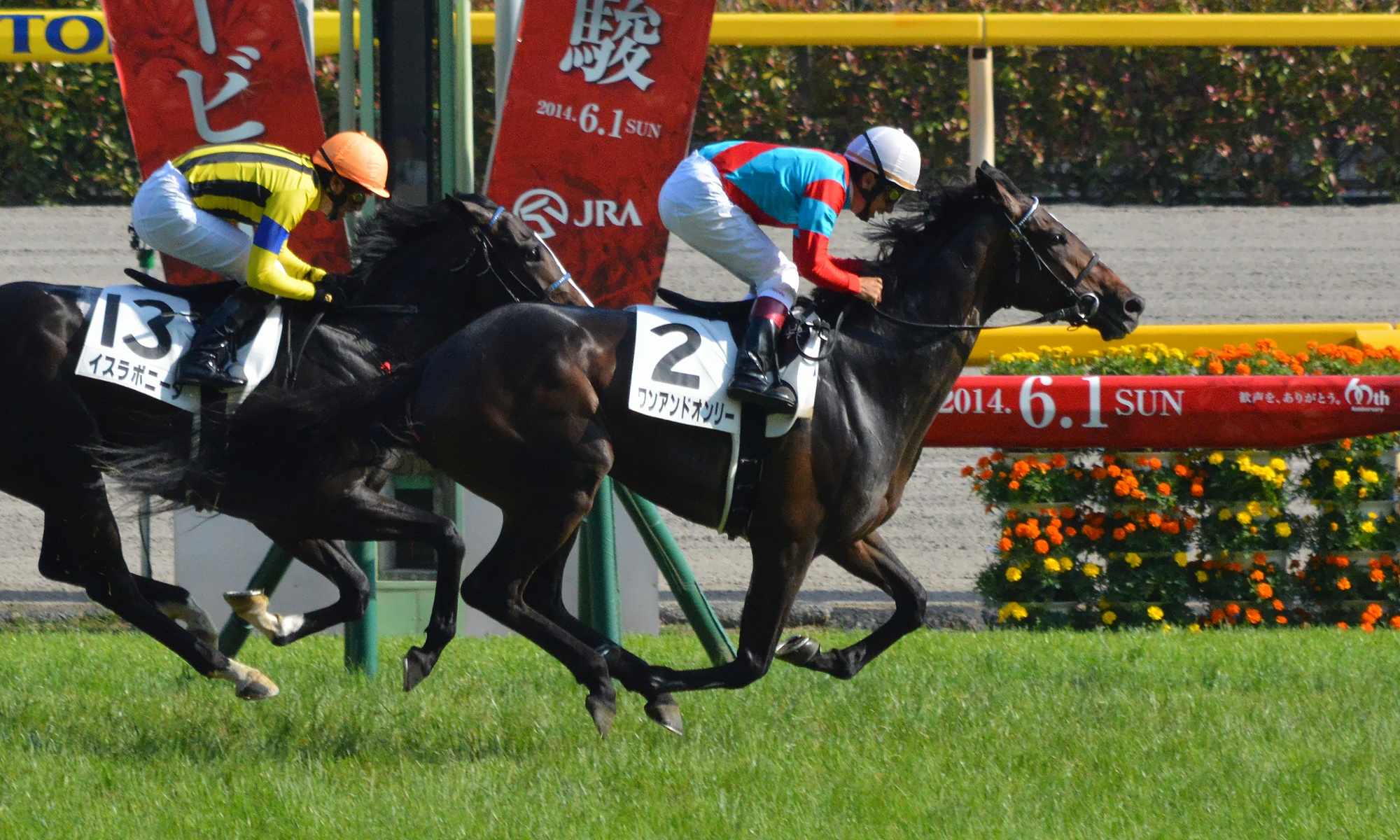
第81回東京優駿をワンアンドオンリー号で優勝。ゼッケン13番の競走馬は蛯名正義鞍上のイスラボニータ号

2014年は7年ぶりの台覧競馬となった5月の日本ダービーで、ワンアンドオンリーに騎乗して自身二度目の制覇を達成。ワンアンドオンリーの父は2004年のダービーで自身が騎乗して2着に敗れたハーツクライであり（優勝馬はキングカメハメハ）、その父と同じく橋口弘次郎調教師の管理馬で、同師は通算20回目の挑戦で初のダービー制覇を果たした。台覧に訪れた当時皇太子の徳仁（現・第126代天皇）と横山、ワンアンドオンリーとその馬主である前田幸治は誕生日が同じである。同年10月11日、新設された重賞第1回いちょうステークスをクラリティスカイで勝利し、史上3人目となるJRA通算2500勝を達成。なお重賞いちょうステークスは第1回のみで名称変更されたため唯一の勝利ジョッキーとなる。同年12月6日、第48回ステイヤーズステークスで、デスペラードに騎乗し、同レース連覇を達成。同レース現役最多記録をさらに伸ばし、歴代2位タイの5勝目となる。
2015年10月10日いちょうステークスから名称変更された第1回サウジアラビアロイヤルカップをブレイブスマッシュで制し、2年連続で第1回となる同重賞レースの優勝ジョッキーという珍しい記録を達成。
2016年9月4日、第52回新潟記念をアデイインザライフで勝利。これで安田富男元騎手、武豊騎手、藤田伸二元騎手に次いで、中央競馬史上4人目のJRA全10場重賞制覇を達成。30年6か月4日での達成は、安田富男元騎手を上回る最長キャリアでの達成である。
2017年7月30日、第65回クイーンステークスをアエロリットで勝利。これにより、現行のJRA北海道重賞8競走を完全制覇。史上初の快挙となった。
正式には美浦所属であるが、2021年10月から昆貢の誘いを受ける形で事実上栗東トレーニングセンターを拠点に移し、騎乗を続けている。
2023年9月2日、札幌2歳ステークスでのパワーホールに騎乗し2着であったが息子の武史が1着となり、重賞レースでの騎手の親子によるワンツーはグレード制導入後では初。9月9日には紫苑ステークスをモリアーナで制し、柴田善臣の持っていたJRA重賞最年長勝利記録を更新する。なお2着は息子の武史で2週続けての重賞レースでの騎手の親子ワンツーとなる。
2024年1月14日、京成杯をダノンデサイルで優勝し、自身が持つJRA重賞最年長勝利記録を55歳10カ月に更新した。なお2着は息子の武史でJRA史上3回目の重賞レースでの騎手の親子ワンツーとなる。さらに2月25日には中山記念をマテンロウスカイで制し、最年長記録を56歳3日に更新するとともに、中山記念を6勝として、自身が持つ同レースの歴代最多勝利記録も更新。同年3月10日、中京7Rの4歳以上1勝クラスをアイルシャインで勝利し、歴代2位の岡部幸雄（2943勝）まであと1とした。その後同馬で同年5月4日に行われた京都12Rの4歳上2勝クラスを勝利し、歴代2位の岡部幸雄とタイとなった。更にその翌日の5月5日に行われた新潟8Rの4歳上1勝クラスをハワイアンタイムで勝利し、岡部幸雄を超える歴代2位の通算2944勝を記録した。

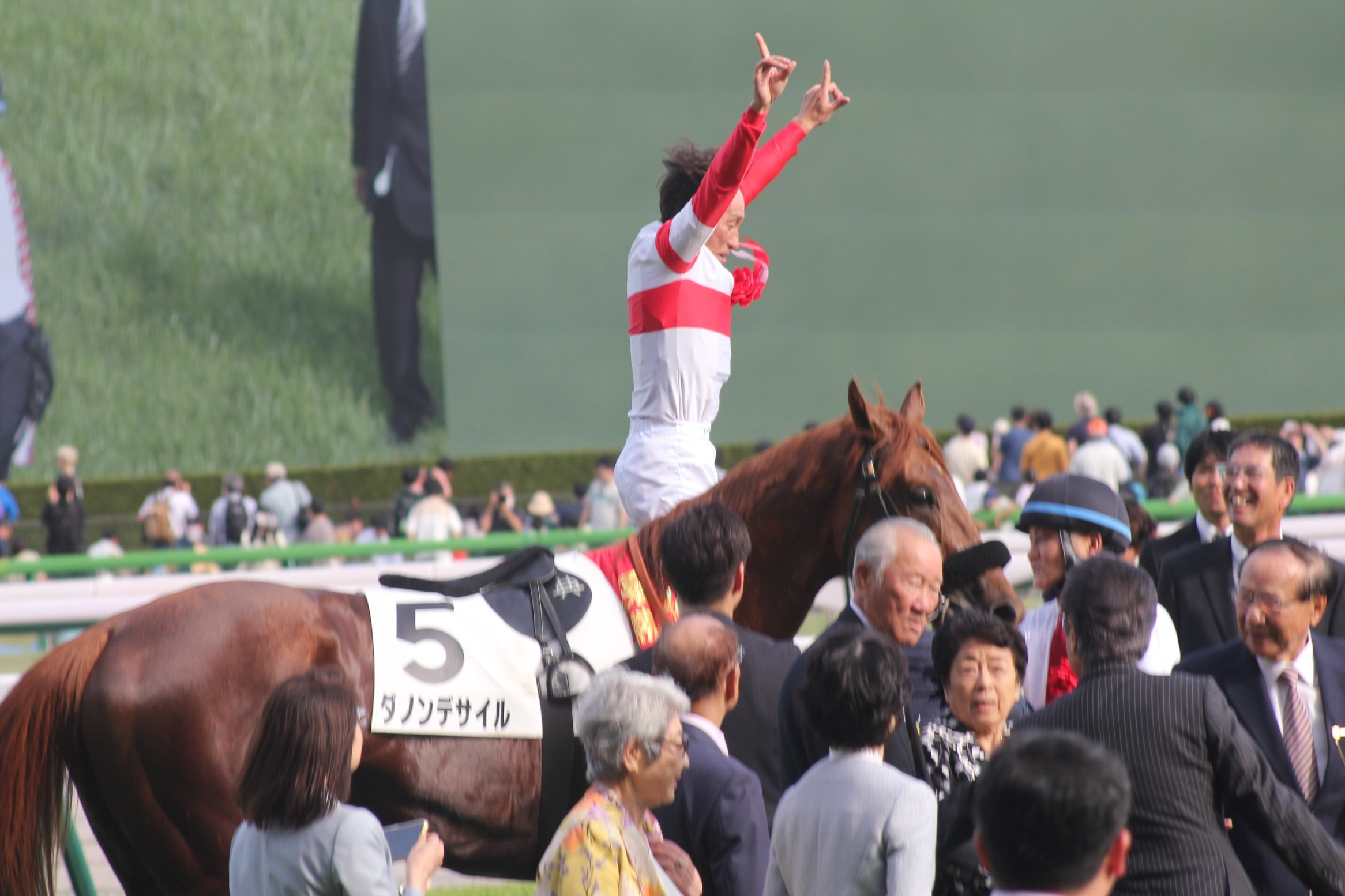
2024年東京優駿口取り式にて、馬上からジャンプする横山典弘

同年5月26日、第91回東京優駿をダノンデサイルで制覇。56歳3カ月4日での勝利は自身が持つJRA重賞最年長勝利記録および武豊の持っていたGI並びに東京優駿の最年長勝利記録を更新した。
2025年4月25日、「第4回競馬功績者表彰」として農林水産省より表彰された。同年8月17日、札幌記念でトップナイフに騎乗し1着となり、自身の記録を更新する57歳5カ月26日でのJRA最年長重賞勝利。なお当日は三男の武史が中京記念を制覇したマピュースに騎乗しており、初の親子同日重賞制覇であった。
なお、本節における脚注のないレース結果や騎乗馬、勝利数の情報については、JRAホームページ（データファイル）、および競馬四季報1986年冬号～2015年秋号（～2000年：関東版/関西版、2001年～：全国版）の情報に基づいている。

## 成績表
本節は、JRAホームページ（データファイル）、および競馬四季報1986年冬号～2015年秋号（～2000年：関東版/関西版、2001年～：全国版）の情報に基づく。
| 年     | 1着  | 2着  | 3着  | 騎乗数 | 勝率 | 連対率 | 複勝率 | 表彰歴                                                                                             |
| ------ | ---- | ---- | ---- | ------ | ---- | ------ | ------ | -------------------------------------------------------------------------------------------------- |
| 1986年 | 8    | 9    | 15   | 123    | .065 | .138   | .260   | |
| 1987年 | 31   | 26   | 30   | 273    | .114 | .209   | .319   | |
| 1988年 | 26   | 24   | 29   | 232    | .112 | .216   | .341   | |
| 1989年 | 49   | 50   | 46   | 377    | .130 | .263   | .385   | |
| 1990年 | 73   | 51   | 58   | 499    | .146 | .248   | .365   | 優秀騎手賞（賞金獲得部門）                                                                         |
| 1991年 | 54   | 63   | 45   | 501    | .108 | .234   | .323   | |
| 1992年 | 64   | 55   | 56   | 536    | .119 | .222   | .326   | 優秀騎手賞（勝利度数部門）                                                                         |
| 1993年 | 64   | 57   | 46   | 539    | .119 | .224   | .310   | |
| 1994年 | 75   | 77   | 74   | 628    | .119 | .242   | .360   | |
| 1995年 | 130  | 109  | 86   | 744    | .175 | .321   | .437   | 優秀騎手賞（勝利度数部門・勝率部門・賞金獲得部門）                                                 |
| 1996年 | 126  | 96   | 87   | 703    | .179 | .316   | .440   | 優秀騎手賞（勝利度数部門・勝率部門・賞金獲得部門）                                                 |
| 1997年 | 94   | 88   | 59   | 646    | .146 | .282   | .373   | 優秀騎手賞（勝利度数部門・賞金獲得部門）                                                           |
| 1998年 | 104  | 71   | 90   | 658    | .158 | .266   | .403   | 優秀騎手賞（勝利度数部門・勝率部門・賞金獲得部門） フェアプレー賞（関東）                          |
| 1999年 | 92   | 92   | 82   | 733    | .126 | .251   | .363   | 優秀騎手賞（勝利度数部門・賞金獲得部門）                                                           |
| 2000年 | 101  | 84   | 79   | 706    | .143 | .262   | .374   | 優秀騎手賞（勝利度数部門・勝率部門・賞金獲得部門）                                                 |
| 2001年 | 97   | 122  | 94   | 750    | .129 | .292   | .417   | 優秀騎手賞（賞金獲得部門）                                                                         |
| 2002年 | 93   | 69   | 56   | 594    | .157 | .273   | .367   | 優秀騎手賞（勝率部門）                                                                             |
| 2003年 | 90   | 96   | 62   | 734    | .123 | .253   | .338   | 優秀騎手賞（賞金獲得部門）                                                                         |
| 2004年 | 116  | 95   | 74   | 748    | .155 | .282   | .381   | 優秀騎手賞（勝利度数部門・勝率部門・賞金獲得部門） フェアプレー賞（関東）                          |
| 2005年 | 134  | 103  | 89   | 770    | .174 | .308   | .423   | 優秀騎手賞（勝利度数部門・勝率部門・賞金獲得部門） 関東リーディング（2回目）                       |
| 2006年 | 113  | 87   | 61   | 660    | .171 | .303   | .395   | 優秀騎手賞（勝利度数部門・勝率部門） 関東リーディング（3回目）                                     |
| 2007年 | 106  | 87   | 76   | 704    | .151 | .274   | .382   | 優秀騎手賞（勝率部門）                                                                             |
| 2008年 | 95   | 71   | 68   | 685    | .139 | .242   | .342   | 優秀騎手賞（勝率部門・賞金獲得部門） 重賞100勝達成（史上5人目）                                    |
| 2009年 | 106  | 97   | 86   | 723    | .147 | .281   | .400   | 優秀騎手賞（勝利度数部門・勝率部門・賞金獲得部門） フェアプレー賞（関東）                          |
| 2010年 | 120  | 73   | 56   | 594    | .202 | .325   | .419   | 優秀騎手賞（勝利度数部門・賞金獲得部門） JRA賞（最高勝率騎手） 全国リーディング（JRAでの成績のみ） |
| 2011年 | 95   | 76   | 67   | 648    | .147 | .264   | .367   | 優秀騎手賞（勝利度数部門・勝率部門）                                                               |
| 2012年 | 112  | 82   | 62   | 621    | .180 | .312   | .412   | JRA賞（最高勝率騎手） 優秀騎手賞（勝率部門）                                                       |
| 2013年 | 83   | 72   | 63   | 670    | .124 | .231   | .325   | |
| 2014年 | 76   | 66   | 69   | 644    | .118 | .220   | .328   | |
| 2015年 | 57   | 54   | 55   | 565    | .101 | .196   | .294   | |
| 2016年 | 54   | 45   | 45   | 529    | .102 | .187   | .272   | |
| 2017年 | 45   | 39   | 36   | 435    | .103 | .193   | .276   | フェアプレー賞（関東）                                                                             |
| 2018年 | 49   | 39   | 33   | 442    | .111 | .199   | .274   | |
| 2019年 | 43   | 35   | 39   | 394    | .109 | .198   | .294   | |
| 2020年 | 63   | 45   | 36   | 421    | .150 | .257   | .342   | |
| 2021年 | 26   | 31   | 29   | 253    | .103 | .225   | .340   | |
| 2022年 | 36   | 45   | 28   | 391    | .092 | .207   | .279   | フェアプレー賞（関東）                                                                             |
| 2023年 | 36   | 28   | 39   | 334    | .108 | .192   | .308   | |
| 2024年 | 19   | 18   | 34   | 277    | .069 | .134   | .256   | |
| 中央   | 2955 | 2527 | 2239 | 21484  | .137 | .255   | .359   | |
| 地方   | 57   | 54   | 45   | 349    | .168 | .318   | .447   | |
| 海外   | 0    | 0    | 0    | 8      | .000 | .000   | .000   | |

※通算勝利数には障害競走1勝を含む。2023年12月31日現在。
|            | 日付           | 競馬場・開催  | 競走名           | 馬名             | 頭数 | 人気 | 着順 |
| ---------- | -------------- | ------------- | ---------------- | ---------------- | ---- | ---- | ---- |
| 初騎乗     | 1986年3月1日   | 2回中山3日2R  | 4歳未勝利        | リキアイシンプウ | 12頭 | 2    | 3着  |
| 初勝利     | 1986年4月29日  | 2回東京4日12R | 5歳上900万円下   | キオイゴット     | 10頭 | 7    | 1着  |
| 重賞初騎乗 | 1986年8月17日  | 1回函館6日9R  | 函館記念         | キオイゴット     | 11頭 | 11   | 11着 |
| 重賞初勝利 | 1988年12月4日  | 3回中京4日11R | ウインターS      | ソダカザン       | 15頭 | 4    | 1着  |
| GI初騎乗   | 1988年4月17日  | 3回東京8日10R | 皐月賞           | メイブレーブ     | 18頭 | 15   | 失格 |
| GI初勝利   | 1990年11月11日 | 4回京都4日10R | エリザベス女王杯 | キョウエイタップ | 18頭 | 8    | 1着  |

通算勝利記録
- 通算100勝 1989年9月24日函館10R サラ4歳以上400万下・マツスターレット
- 通算200勝 1991年3月9日中山10R サラ5歳以上900万下・メイブラスト
- 通算300勝 1992年11月22日東京5R サラ4歳以上500万下・メイトウオウジャ
- 通算400勝 1994年6月11日東京7R サラ4歳500万下・ケイアイユリカゴ
- 通算500勝 1995年5月28日東京1R サラ4歳未勝利・ダイワグレート
- 通算600勝 1996年2月24日中山9R 菜の花S・トキオクラフティー
- 通算700勝 1996年12月22日中山9R 有馬記念・サクラローレル
- 通算800勝 1998年1月25日中山7R サラ5歳以上500万下・ナイキヴィジョン
- 通算900勝 1999年1月16日中山12R サラ5歳以上500万下・ゲイリークレイン
- 通算1000勝 2000年1月29日東京6R サラ4歳新馬・マイネルナトゥール
- 通算1100勝 2001年2月3日東京10R 金蹄S・メジロアトラス
- 通算1200勝 2002年3月2日中山1R サラ3歳未勝利・コスモリバルド
- 通算1300勝 2003年3月9日中山2R サラ3歳未勝利・シャコーウェルカム
- 通算1400勝 2004年3月20日中山9R 館山特別・ブリガドーン
- 通算1500勝 2005年1月29日東京6R サラ3歳未勝利・ドリーミーオペラ
- 通算1600勝 2005年11月5日東京4R サラ2歳新馬・シークレットコード
- 通算1700勝 2006年9月30日中山1R サラ2歳未勝利・サンタフェソレイユ
- 通算1800勝 2007年7月21日函館9R 漁火S・サイレントプライド
- 通算1900勝 2008年8月3日函館6R サラ3歳以上500万下・トーセンベルファム
- 通算2000勝 2009年7月18日札幌12R サラ3歳以上500万下・スギノブレイド
- 通算2100勝 2010年5月2日東京10R 立夏ステークス・ユノゾフィー
- 通算2200勝 2011年6月19日中山10R 利根川特別・トーセンアレス
- 通算2300勝 2012年6月9日東京5R サラ2歳新馬・フラムドグロワール
- 通算2400勝 2013年4月21日東京5R サラ3歳未勝利・シーユーアラウンド
- 通算2500勝 2014年10月11日東京11R いちょうステークス・クラリティスカイ
- 通算2600勝 2016年2月21日東京5R サラ3歳新馬・ビッシュ
- 通算2700勝 2018年3月25日中山12 Rサラ4歳以上1000万下・ダノンアイリス
- 通算2800勝 2020年6月20日東京7R 3歳以上1勝クラス・デジマノハナ
- 通算2900勝 2022年12月4日中京2R 3歳以上1勝クラス・レッドファーロ

（JRA騎手名鑑・netkeiba.com・地方競馬予想のウマニティより）

### 受賞歴
- 2010年、2012年 - JRA賞最高勝率騎手
- 1990年、1992年、1995年-2012年 - JRA優秀騎手賞
- 1998年、2004年、2009年、2017年 - JRAフェアプレー賞
- 2025年 - 第4回競馬功績者表彰

## 主な騎乗馬
（カッコ内は騎乗馬名。また斜字は交流GI、太字は海外GIを指す）

### GI及びJpnI競走勝利
- 1990年
  - エリザベス女王杯（キョウエイタップ）
- 1991年
  - 宝塚記念（メジロライアン）
- 1995年
  - マイルチャンピオンシップ（トロットサンダー）
- 1996年
  - 天皇賞（春）（サクラローレル）
  - 安田記念（トロットサンダー）
  - 有馬記念（サクラローレル）
- 1997年
  - マイルチャンピオンシップ（タイキシャトル）
  - マイルチャンピオンシップ南部杯（タイキシャーロック）
- 1998年
  - 皐月賞（セイウンスカイ）
  - 菊花賞（セイウンスカイ）
  - 阪神3歳牝馬ステークス（スティンガー）
- 1999年
  - NHKマイルカップ（シンボリインディ）
  - スプリンターズステークス（ブラックホーク）
- 2000年
  - 朝日杯3歳ステークス（メジロベイリー）
- 2001年
  - 安田記念（ブラックホーク）
- 2004年
  - 天皇賞（春）（イングランディーレ）
  - マイルチャンピオンシップ南部杯（ユートピア）
- 2008年
  - 川崎記念（フィールドルージュ）
  - ジャパンダートダービー（サクセスブロッケン）
- 2009年
  - 東京優駿（ロジユニヴァース）
  - 天皇賞（秋）（カンパニー）
  - マイルチャンピオンシップ（カンパニー）
- 2010年
  - ヴィクトリアマイル（ブエナビスタ）
  - 優駿牝馬（サンテミリオン）※アパパネと同着
- 2011年
  - ジャパンダートダービー（グレープブランデー）
- 2012年
  - ヴィクトリアマイル（ホエールキャプチャ）
- 2014年
  - 東京優駿（ワンアンドオンリー）
  - 宝塚記念（ゴールドシップ）
- 2015年
  - 天皇賞（春）（ゴールドシップ）
  - NHKマイルカップ（クラリティスカイ）[50]
- 2017年
  - NHKマイルカップ（アエロリット）[51]
  - JBCスプリント（ニシケンモノノフ）[52]
- 2018年
  - JBCレディスクラシック*（アンジュデジール）
- 2024年
  - 東京優駿（ダノンデサイル）

JRA28勝・交流6勝（2018年JBCレディスクラシックをJRAで計算に含めた値。<交流GIに算入した場合、JRA27勝・交流7勝>）
※JRAホームページ上にJBCレディスクラシック勝利の記載が有り、JRA競馬場（京都）の為、JRAでの勝利扱いが妥当と思われる。

### 重賞競走優勝
中央競馬
- ソダカザン（1988年ウインターステークス）
- メジロモントレー（1990年日刊スポーツ賞金杯、アルゼンチン共和国杯、1989年アメリカジョッキークラブカップ）
- メジロライアン（1990年弥生賞、京都新聞杯、1992年日経賞）
- キョウエイタップ（1990年サンケイスポーツ賞4歳牝馬特別）
- トキノリバティー（1990年セイユウ記念）
- ミルフォードスルー（1990年函館3歳ステークス）
- ナリタハヤブサ（1990年ウインターステークス、フェブラリーステークス）※フェブラリーステークスは当時GⅢ
- イナズマクロス（1991年クイーンステークス）
- ヤマニングローバル（1991年アルゼンチン共和国杯）
- マザートウショウ（1992年函館3歳ステークス、テレビ東京賞3歳牝馬ステークス、1993年クイーンカップ）
- ヤマニンアビリティ（1993年京成杯3歳ステークス）
- インターライナー（1995年日経賞）
- ベストタイアップ（1996年中山金杯）
- トロットサンダー（1996年東京新聞杯）
- ホクトベガ（1996年フェブラリーステークス）
- サクラローレル（1996年中山記念、オールカマー）
- ブライトサンディー（1996年函館記念）
- ローゼンカバリー（1997年アメリカジョッキークラブカップ、日経賞）
- タイキシャトル（1997年スワンステークス）
- レディステラ（1997年フェアリースステークス）
- メジロランバダ（1998年中山牝馬ステークス）
- テンパイ（1998年プロキオンステークス）
- ツクバシンフォニー（1998年エプソムカップ）
- ケイワンバイキング（1998年函館スプリントステークス）
- リザーブユアハート（1998年函館3歳ステークス）
- タイキシャーロック（1998年エルムステークス）
- シンコウスプレンダ（1998年京成杯オータムハンデキャップ）
- エアデジャヴー（1998年クイーンステークス）
- セイウンスカイ（1998年京都大賞典、日経賞、札幌記念）
- レッドチリペッパー（1999年富士ステークス、2000年中山牝馬ステークス）
- ペインテドブラック（1999年ステイヤーズステークス）
- フューチャサンデー（2000年クイーンカップ）
- ブラックホーク（2000年阪急杯）
- スイートオーキッド（2000年クリスタルカップ）
- シンコウスプレンダ（2000年エルムステークス）
- タイキトレジャー（2000年函館スプリントステークス）
- ゼンノエルシド（2001年京成杯オータムハンデキャップ）
- エリモブライアン（2001年ステイヤーズステークス）
- サーガノヴェル（2001年フェアリーステークス、2002年クリスタルカップ）
- ツルマルボーイ（2002年金鯱賞）
- ニホンピロサート（2003年ガーネットステークス）
- マイネヌーヴェル（2003年フラワーカップ）
- エイシンツルギザン（2003年ニュージーランドトロフィー）
- ゼンノロブロイ（2003年青葉賞）
- ローズバド（2003年マーメイドステークス）
- テンシノキセキ（2003年セントウルステークス）
- フォーカルポイント（2004年京成杯）
- ブラックタイド（2004年スプリングステークス）
- クラフトワーク（2004年函館記念、2005年中山金杯、アメリカジョッキークラブカップ）
- レニングラード（2004年アルゼンチン共和国杯）
- フェリシア（2004年フェアリーステークス）
- アドマイヤジャパン（2005年京成杯）
- ローエングリン（2005年マイラーズカップ）
- コンラッド（2005年ラジオたんぱ賞）
- キストゥヘヴン（2006年フラワーカップ）
- リンカーン（2006年日経賞）
- ヒシアトラス（2006年マーチステークス、エルムステークス）
- ナイキアースワーク（2006年エルムステークス）
- マツリダゴッホ（2007年アメリカジョッキークラブカップ）
- アドマイヤホクト（2007年ファルコンステークス）
- フライングアップル（2007年スプリングステークス）
- クーヴェルチュール（2007年キーンランドカップ）
- フサイチアソート（2007年東京スポーツ杯2歳ステークス）
- カンパニー（2008年中山記念、マイラーズカップ、2009年中山記念、毎日王冠）
- サイレントプライド（2008年ダービー卿チャレンジトロフィー、富士ステークス）
- サトノプログレス（2008年ニュージーランドトロフィー）
- ホクトスルタン（2008年目黒記念）
- サンライズマックス（2008年エプソムカップ、2009年小倉大賞典）
- タスカータソルテ（2008年札幌記念）
- ロジユニヴァース（2008年札幌2歳ステークス、ラジオNIKKEI杯2歳ステークス、2009年弥生賞）
- エアジパング（2008年ステイヤーズステークス）
- ビクトリーテツニー（2008年カペラステークス）
- ネヴァブション（2009年・2010年アメリカジョッキークラブカップ）
- アーバニティ（2009年オーシャンステークス）
- キストゥヘヴン（2009年中山牝馬ステークス）
- マツリダゴッホ（2009年オールカマー）
- エイシンフラッシュ（2010年京成杯）
- レッドスパーダ（2010年東京新聞杯）
- アルティマトゥーレ（2010年シルクロードステークス）
- ブエナビスタ（2010年京都記念）
- アリゼオ（2010年スプリングステークス）
- サンライズプリンス（2010年ニュージーランドトロフィー）
- サンテミリオン（2010年フローラステークス）
- ペルーサ（2010年青葉賞）
- キングトップガン（2011年目黒記念、函館記念）
- フィフスペトル（2011年京成杯オータムハンデキャップ）
- ランフォルセ（2011年エルムステークス）
- レオアクティブ（2011年京王杯2歳ステークス、2012年京成杯オータムハンデキャップ）
- コディーノ（2012年札幌2歳ステークス、東京スポーツ杯2歳ステークス）
- ルルーシュ（2012年アルゼンチン共和国杯）
- シルクフォーチュン（2012年カペラステークス）
- タッチミーノット（2013年中山金杯）
- メイケイペガスター（2013年共同通信杯）
- サクラゴスペル（2013年オーシャンステークス）
- サクラプレジール（2013年フラワーカップ）
- ケイアイチョウサン（2013年ラジオNIKKEI賞）
- デスペラード（2013年・2014年ステイヤーズステークス、2014年京都記念）
- ジャスタウェイ（2014年中山記念）
- スマートオリオン（2014年オーシャンステークス）
- ワンアンドオンリー（2014年神戸新聞杯）
- クラリティスカイ（2014年いちょうステークス）
- ココロノアイ（2014年アルテミスステークス、2015年チューリップ賞）
- ブレイブスマッシュ（2015年サウジアラビアロイヤルカップ）
- アンビシャス（2016年産経大阪杯）
- アデイインザライフ（2016年新潟記念）
- マテンロウオリオン（2022年シンザン記念）
- キングオブコージ（2022年アメリカジョッキークラブカップ）
- マテンロウレオ（2022年きさらぎ賞）
- モリアーナ（2023年紫苑ステークス）
- ダノンデサイル（2024年京成杯）
- マテンロウスカイ（2024年中山記念）
- アルナシーム（2024年中京記念）
- トップナイフ（2025年札幌記念）

地方競馬
- アドマイヤゴールド（1998年エーデルワイス賞）
- ビワシンセイキ（2003年かきつばた記念）
- タイムパラドックス（2004年白山大賞典）
- ノボトゥルー（2004年とちぎマロニエカップ）
- ハードクリスタル（2006年ブリーダーズゴールドカップ）
- フィールドルージュ（2007年名古屋グランプリ）
- カネヒキリ（2010年マーキュリーカップ）
- ランフォルセ（2012年ダイオライト記念）
- ディアマイダーリン（2015年クイーン賞）
- ニシケンモノノフ（2016年兵庫ゴールドトロフィー、2017年北海道スプリントカップ）
- アンジュデジール（2017年スパーキングレディカップ、2018年エンプレス杯、マリーンカップ）
- チカッパ（2024年東京盃）

## GI騎乗に関する記録
- 自身のGI初騎乗となったのが1988年の皐月賞（このときは東京競馬場での開催）で、メイブレーブに騎乗したが進路妨害で7位入線も失格・騎乗停止となった。このとき、武豊騎乗の15位入線マイネルフリッセも進路妨害で失格・騎乗停止となり、GI級競走では異例の複数頭の失格となった。当時は降着制度が導入されておらず、競走中止馬がなくても進路妨害で失格となるケースがあった[53]。
- G1初勝利を挙げた1990年のエリザベス女王杯で、喜びのあまりゴール前にガッツポーズを見せてしまい、あとで裁決委員より戒告処分を受ける。このレースの実況を担当した杉本清は、「ゴールに入る前から横山典弘ガッツポーズ!」と伝えている[54]。
- イングランディーレでの天皇賞（春）[55]やセイウンスカイでの菊花賞[56]など京都競馬場の長距離GIで優れた実績を残しており、ゴールドシップに騎乗して臨んだ2015年天皇賞（春）では最後方から淀の坂の手前で超ロングスパートをかける「非常識さ」[57]で勝利を飾っている[58][59][注 5]。
- GIで2着になることが多い。GI2着は通算57回（JRAでは48回）。NHKマイルカップとエリザベス女王杯では2着を5回も経験している。菊花賞では2003年から2006年にかけて4年連続2着という記録を残している[60]。
- 桜花賞にはなぜか縁がなく、1991年の初騎乗から優勝はもちろん2着もない（最高位3着が3回）。2024年現在、八大競走のうち、制していないのは桜花賞のみである。なお父の横山富雄は1973年の桜花賞をニットウチドリで制している[61]。

## エピソード
- かつては競馬場以外のマスメディアにはあまり姿を見せず、一時期はJRAの機関広報誌『優駿』以外の競馬雑誌に登場することも少ない人物であった。
- 騎手デビュー後、平地・障害免許を取得しており、実際に障害競走にも騎乗した経験がある。障害戦成績は12戦1勝[62]。後年、障害免許は返上している。
- 「ノリが吹いたら切れ」という格言が競馬ファンの間にあり、概して有力馬の騎乗機会を得てレース前にマスコミ陣に対して多弁になった場合、そのレースでは敗れる傾向があるとされる[要出典]。2009年の皐月賞で1番人気ロジユニヴァースで14着に敗戦した後「僕が吹いたから負けたんですかね」という発言もあった[63]。
- ホクトベガが競走中止・予後不良となったドバイワールドカップから帰国後、ショックで自殺も考えるほど追い詰められていた。しかし、応援してくれるファンや関係者の言葉が思いとどまらせてくれたという[要出典]。
- 2006年の天皇賞（春）でディープインパクトに敗れたレース後には「（騎乗馬リンカーンの）生まれた時代が悪かった」との言葉を残す[64]。
- 重賞を制した際、ランフランコ・デットーリのように馬上からジャンプして降りるパフォーマンスを見せている[65]。
- スープカレーが好きであり[66]、同期の松永幹夫とともに、競馬サークル内にスープカレーを広めたのも横山である。
- 岡部幸雄の騎手引退に伴うセレモニーで同騎手を神輿に乗せてパドックを周回することを発案した[67]。
- 岡部の引退後、好物であった酒を断っていたが、『サラブレ』2008年9月号掲載の四位との対談において、酒はまた飲み始めたとコメントしている。
- 2007年4月に東京競馬場で行われたジョッキーマスターズで、後藤浩輝騎手、細江純子元騎手とともに誘導馬の騎手を務める[68]。
- 騎手では柴田善臣、武豊と親しい。また、競馬学校からの友人で同期の松永幹夫調教師に初勝利（2007年3月25日、中京競馬第7競走でアグネススピリッツに騎乗）をプレゼントした[69]。
- 岩田康誠が尊敬している人物として真っ先に名前を挙げるのがこの横山である[70]。草野太郎からも目標とされている[71]。
- 長らく自動車免許を取得せず、2001年のGO!JRAジョッキーキャンペーンの「愛車」欄には「セイウンスカイ」と記載されていた。自宅から美浦トレーニングセンターへは自転車通勤をしていたが、2013年に自動車免許を取得した[72]。
- 中山記念とは非常に相性が良く、1996年にサクラローレルで初勝利を挙げて以来、2024年までに歴代最多となる6勝を挙げている。このため、メディアからは「中山記念男」の愛称をつけられている[39]。またアメリカジョッキークラブカップも歴代最多の7勝を挙げている。

## テレビ出演
- 驚きももの木20世紀（1999年4月16日） - ホクトベガの特集の回にVTR出演した。
- サタうま（2008年12月6日）
- 武豊TV!II（2009年7月9日）
- DREAM競馬（2009年11月8日）